# Hovercraft
Hovercraft da Marinha dos EUA 
em junho de 1997.
Hovercraft, veículo de colchão de ar, aerobarco ou aerodeslizador é um veículo que se apoia num colchão de ar. É capaz de atravessar diversos tipos de solo e também pode deslocar-se na água.

## História e desenvolvimento
O hovercraft foi inventado em 1953 pelo inventor britânico Sir Christopher Cockerell, que foi condecorado por seu trabalho como engenheiro em 1969. (p. 9)
Através de um simples experimento envolvendo o motor de um aspirador de pó e dois tubos cilíndricos, empurrado para fora sob pressão, tornando possível movê-lo facilmente sobre várias superfícies. Este princípio o permitiria deslocar-se sobre a lama, água, terrenos alagados e também sobre terra firme.
A empresa britânica Saunders Roe, fabricante de aviões desenvolveu o primeiro hovercraft viável para transporte de passageiros, o SR-N1 (ou SRN-1), o qual conduziu vários programas de teste entre 1959 e 1961 (a primeira exibição pública foi em 1959), incluindo uma travessia do Canal da Mancha.(p. 7) Descobriu-se nestes testes que a flutuação do hovercraft melhoraria com a adição de uma "saia" de tecido flexível ou de borracha em volta de sua borda, para reter o ar. Essa bainha impede que o ar se espalhe evitando balanços e movimentos inesperados.
O SR-N1 era impulsionado por um motor a pistão, era propulsionado pelo ar expelido, e podia levar pouco mais do que o seu próprio peso e o de dois homens.
O primeiro hovercraft realmente desenvolvido para o transporte de passageiros era o Vickers VA-3, o qual, no verão de 1961, transportou regularmente passageiros ao longo da costa norte do País de Gales, desde a localidade de Wallasey até Rhyl. Era impulsionado por duas turbinas de avião e movido a hélice.
Durante a década de 1960, a Saunders Roe desenvolveu vários projetos em tamanho maior que poderiam transportar passageiros, incluindo o SR-N6, que operou uma linha para a Ilha de Wight por vários anos. As operações se iniciaram a 24 de julho de 1965 usando o SR-N6, que carregava apenas 38 passageiros. Dois modernos hovercrafts para 98 passageiros agora fazem esta linha, e mais de 20 millhões de passageiros usaram o serviço até 2004.
Em 1970 os maiores hovercrafts britânicos estavam em serviço, os SR-N4, transportando regularmente automóveis e passageiros através do Canal da Mancha, entre Dover (Reino Unido) e Calais (França). Este serviço foi extinto em 2000 quando o Eurotúnel unindo a França à Inglaterra tornou mais rápido o tráfego através do canal.
O sucesso comercial dos hovercrafts sofreu com o rápido aumento do preço dos combustíveis no final dos anos 1970,(p. 28) em seguida ao conflito no Oriente Médio. Outros tipos de embarcações, como os aerobarcos utilizam menos combustível e podem efetuar a maioria das tarefas de um hovercraft no transporte aquático. Os hovercrafts têm sido desenvolvidos tanto para atividades civis quanto militares, porém hoje, excetuando-se a travessia para a Ilha de Wight, os hovercrafts desapareceram das Ilhas Britânicas.
Tem crescido o número de pequenos hovercrafts de construção ou montagem caseiras, utilizados para o lazer e para competições, principalmente em lagos interiores e rios, mas também em áreas pantanosas e em alguns estuários.

## Funcionamento básico

Funcionamento de um hovercraft

Tipicamente, os hovercrafts têm dois ou mais motores separados. Um dos motores é responsável pelo levantamento do veículo ao empurrar o ar para o interior da saia de borracha, chamado de hélices de sustentação. Um ou mais motores adicionais são usados para proporcionar força propulsora para deslocar o barco na direção desejada, chamadas de hélices propulsoras. A direção é determinada pelo uso de lemes.
Comparado a um automóvel de mesmo peso, o hovercraft se mostra superior na economia de combustível porque precisa de muito menos força para se deslocar, pois enfrenta um atrito muito menor. Enquanto o hovercraft atrita apenas com o ar, um automóvel comum teria a resistência do chão também.